# Intra-frame

Di solito, i campioni (o blocchi) adiacenti noti sono quelli sopra, sopra a sinistra, sopra a destra e a sinistra (A–D)

L'intra-frame (letteralmente, "intra-fotogramma") è una tecnica utilizzata nella codifica video (compressione). Questa tecnica si colloca all'interno di un gruppo di immagini insieme agli inter-frame.
La codifica intra-frame si basa sul principio per cui molte tecniche di compressione dati lossless (senza perdita di dati) e lossy (con perdita di dati) vengono applicate esclusivamente al frame corrente senza considerare gli altri frame della sequenza video. In altre parole, l'elaborazione avviene interamente all'interno dell'immagine o del frame attuale, senza coinvolgere alcun dato esterno. Tutte le tecniche di codifica non intra-frame rappresentano un'estensione di questo approccio. Lo schema di codifica intra-frame è concettualmente simile a quello utilizzato nei codificatori di immagini JPEG, sebbene vi siano alcune differenze nei dettagli di implementazione.
Le specifiche relative alla codifica intra-frame sono state pubblicate per la prima volta dal CCITT tra il 1988 e il 1990, come parte dello standard H.261, progettato per applicazioni di videoconferenza e sistemi telefonici basati su reti ISDN.

## Processo di codifica
Il processo di codifica intra-frame inizia generalmente con la lettura dei dati da una videocamera o da una scheda di memoria, che di solito sono forniti nel formato YCbCr. Quest'ultimo è spesso erroneamente chiamato YUV, un termine che si riferisce correttamente solo a segnali analogici.
Sebbene il processo di codifica possa variare significativamente a seconda dell'encoder utilizzato (ad esempio, JPEG o H.264), esso segue tipicamente una sequenza di passaggi standard:
- Partizionamento in macroblocchi: l'immagine o il frame viene suddiviso in blocchi più piccoli, detti macroblocchi, per semplificare l'elaborazione.
- Trasformazione: viene applicata una trasformazione matematica, come la trasformata discreta del coseno (DCT) o la trasformazione Wavelet, per rappresentare i dati in una forma più compatta e adatta alla compressione.
- Quantizzazione: i coefficienti ottenuti dalla trasformazione vengono ridotti in precisione per eliminare le informazioni meno rilevanti, contribuendo alla compressione.
- Codificazione entropica: i dati quantizzati vengono compressi ulteriormente utilizzando tecniche come Huffman o codifica aritmetica.